# Маньковский район
Манько́вский райо́н (укр. Маньківський район) — упразднённая административная единица на западе Черкасской области. Количество населённых пунктов — 31, в том числе 2 посёлка, 29 сел. Районный центр — пгт Маньковка.

## Администрация
Поселковых советов — 2, сельских советов — 21.

## География
Площадь территории — 765,1 км², в том числе сельскохозяйственных угодий — 63 114 га, из них пашни — 56 934 га.
По территории района протекает река Горный Тикич.

## История
В период Российской империи — Маньковская волость Уманского уезда Киевской губернии.
Район создан 7 марта 1923 года. 12 ноября 1959 года к Маньковскому району была присоединена часть территории упразднённого Букского района.
17 июля 2020 года в результате административно-территориальной реформы район вошёл в состав Уманского района.

## Экономика
Народнохозяйственный комплекс состоит из 5 промышленных предприятий, 99 малых предприятий и 787 субъектов предпринимательской деятельности — физических лиц.
Сельскохозяйственным производством занимаются 115 фермерских хозяйств (19,2 % общей площади пашни).
На территории района расположены 166 предприятий торговли, 25 предприятий общественного питания.

## Организации
Медицинское обслуживание населения района производят 3 больницы: Маньковская центральная районная больница, Буцкая участковая больница, Иваньковская участковая больница. Также в районе работают 22 фельдшерско-акушерских пункта, действует санаторий и детский лечебно-оздоровительный центр «Колос».
Общеобразовательных школ І—ІІІ ступени — 25, учебно-воспитательный комплекс «Общеобразовательная школа І—ІІІ ступеней — гимназия» — 1, дошкольных заведений — 24, детская школа искусств, детско-юношеская спортивная школа, межшкольный учебно-производственный комбинат, сельское профессионально-техническое училище СПТУ-31 в пгт Буки.
Сеть заведений культуры составляют 30 заведений клубного типа, 30 библиотечных заведений, районный краеведческий музей.

## Политика
Сферу политической жизни района составляют 38 районных организаций политических партий. На 4 мая 2005 года в Маньковском районе зарегистрировано 162 ячейки политических партий. Зарегистрировано и легализовано 13 общественных организаций, 2 благотворительные организации.

## Религия
На территории района действует 31 религиозная община христианского вероисповедания разных конфессий.

## Населённые пункты
- 26 сёл: Багва • Березовка • Дзензелевка • Добрая • Иваньки • Кислин • Кищенцы • Крачковка • Кривец • Куты • Малая Маньковка • Молодецкое • Нестеровка • Паланочка • Подобная • Полковничье (ныне в составе Иваньки) • Поминик • Поповка • Поташ • Роги • Русаловка • Тимошовка • Ульяновка • Филиция • Харьковка • Черная Каменка • Юрполь
- 2 посёлка городского типа: Буки • Маньковка
- 3 посёлка: Желудьково • Зелёный Гай • Рудка

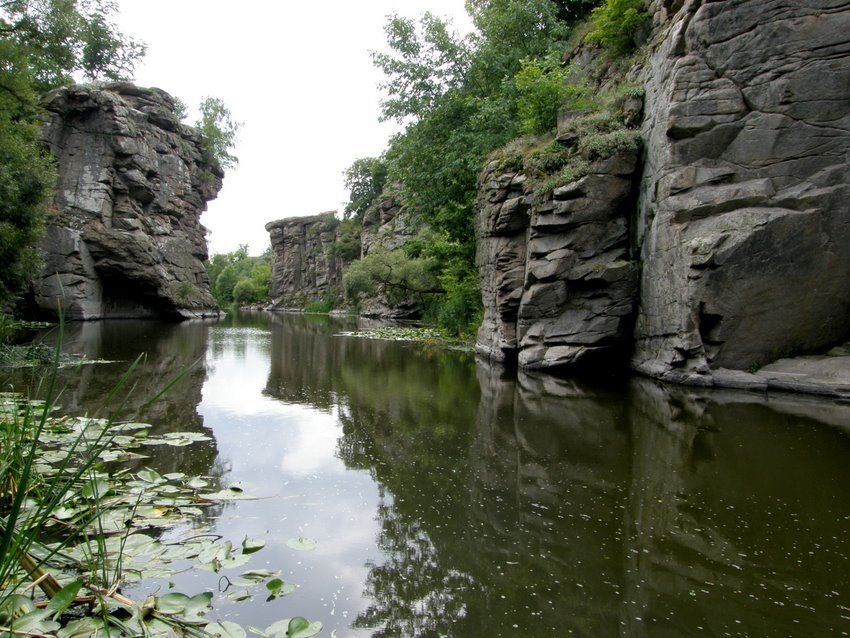
Антоновские скалы, более известные как Буцкой каньон (Буки)

## Известные уроженцы
- Богайчук, Степан Романович — Герой Советского Союза.
- Кравченко, Охрим Севастьянович — украинский живописец, художник-монументалист.
- Кривда, Федот Филиппович — советский военачальник, генерал армии.
- Кротюк, Василий Куприянович — Герой Советского Союза.